# Митякинська
Митякинська — станиця у Тарасовському районі Ростовської області; адміністративний центр Митякинського сільського поселення.
Населення - 2081 особа (2010 рік).

## Географія
Розташована на лівому березі Сіверського Дінця, яким проходить кордон з Україною.

## Історія
Станиця Митякинська була заснована 1549 року. Вона є однією найстаровинних козацьких поселень над Сіверсьдонеччині й Наддонні й на 200 років старше Ростова-на-Дону (1749). У 19 сторіччі входила у Донецький округ області Війська Донського. До 1917 року населення становило понад 28 тисяч козаків, не врахувуючи іногородніх.
Митякинська має власний герб.